# Emanuelle and the Last Cannibals
Emanuelle and the Last Cannibals är en italiensk kannibalfilm från 1977. 
Den är inte en officiell uppföljare på de franska filmerna om Emmanuelle med Sylvia Kristel i huvudrollen utan ingår i en serie mer vågade italienska filmer som kallas Black Emanuelle där Laura Gemser, med ett fåtal undantag, spelar huvudrollen som journalisten Emanuelle. Notera att man i de icke officiella uppföljarna valt att stava Emanuelle med bara ett M, medan man i de franska originalfilmerna stavar Emmanuelle med två M. 

## Handling
Medan journalisten Emanuelle arbetar undercover på ett mentalsjukhus kommer hon i kontakt med en flicka som verkar ha växt upp bland kannibaler i Amazonas, i en kannibalstam som förmodats vara utdöd. Tillsammans med en grupp vänner bestämmer hon sig för att undersöka. Och inne i djungeln finner de vad de letat efter - en livsfarlig kannibalstam.
I likhet med övriga filmer i Black Emanuelle-serien så innehåller Emanuelle and the Last Cannibals ett stort antal mycket grafiska sex- och våldsscener, bland annat en för kannibalfilmsgenren så typisk kastreringsscen.